# Waaswitz
Waaswitz ist ein Ortsteil von Brahmenau im Landkreis Greiz in Thüringen.

## Lage
Waaswitz liegt nordöstlich von Gera im Ackerbaugebiet um Ronneburg und Zeitz am Rand der auslaufenden Leipziger Tieflandsbucht nahe bei Brahmenau. Das Gebiet ist geprägt durch Verkehrswege und begrünter Erosionsrinnen und Bachläufe.

## Geschichte
Waaswitz ist ein ehemaliges sorbisches Dorf, welches wahrscheinlich 1333 erstmals erwähnt wurde. Am 1. Oktober 1922 wurde Waaswitz nach Culm eingemeindet. Culm wurde am 13. November 1937 in Brahmenau umbenannt.